# Calle de la Pintorería
La calle de la Pintorería es una vía pública de la ciudad española de Vitoria.

## Descripción

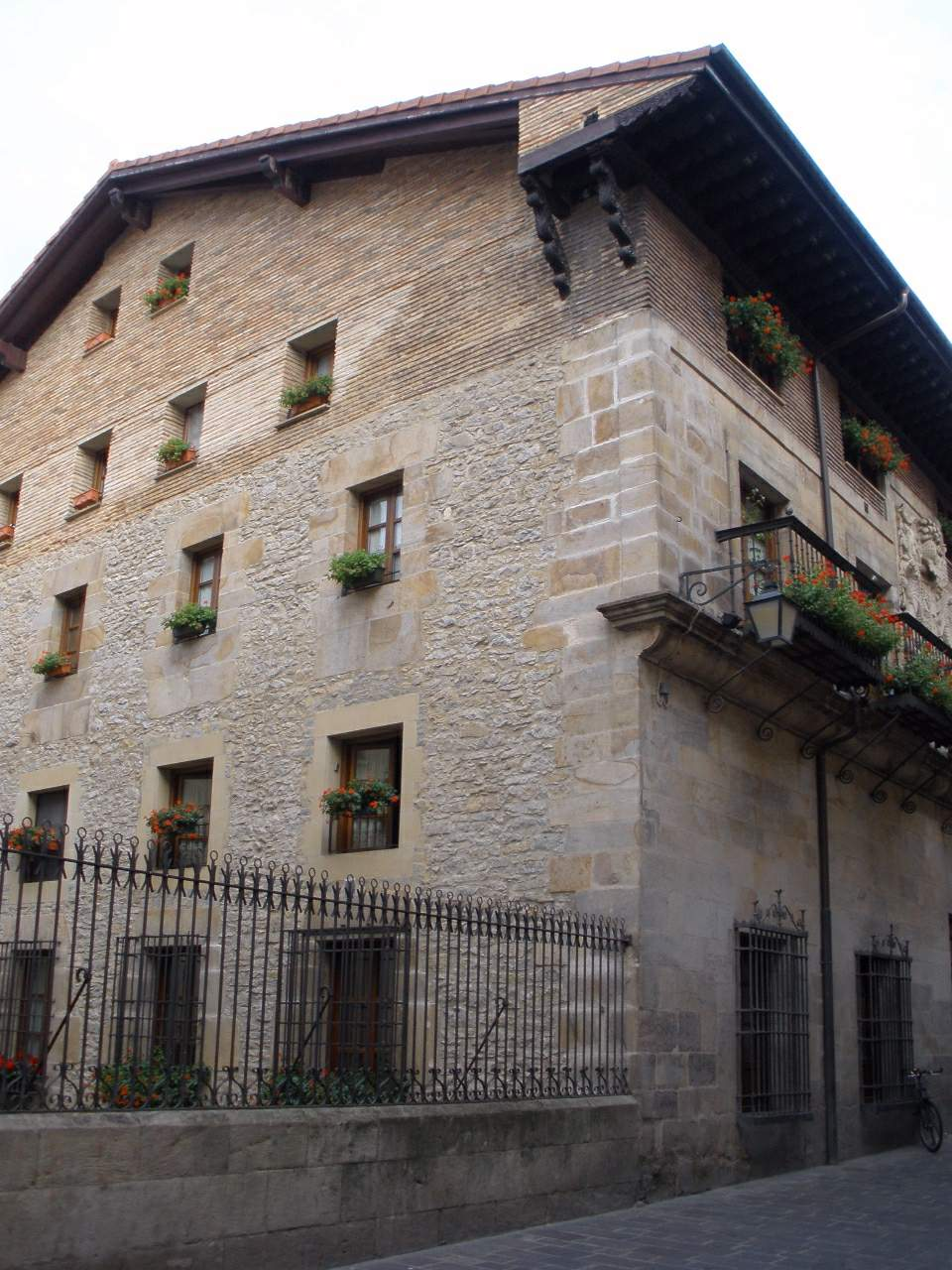
El número 2 de la calle

La vía, cuyo título gremial habría adquirido de Alfonso X de Castilla en el siglo XIII, discurre desde la cuesta de San Francisco hasta el cantón de Santa María, donde conecta con la calle de Santo Domingo. Es paralela a la de la Cuchillería y a la de San Vicente de Paúl, y tiene cruces con el cantón de San Francisco Javier y  el de Santa Ana. Estuvo integrada antes de adquirir entidad propia en la calle de la Puebla. Aparece descrita en la Guía de Vitoria (1901) de José Colá y Goiti con las siguientes palabras:

Calle de la Pintorería.—Nombre primitivo. Hacia los años 1254 á 1256 ó sea durante la estancia en esta ciudad del rey Don Alfonso X, el Sabio, diósele este título, y antes era parte de la calle de la Puebla. Principia en la de San Francisco y concluye en el cantón de Santa María.

En la casa número 30 nació, vivió y murió Olaguíbel, según consta en una lápida de mármol blanco, con letras negras, que dice así:

1752 ― AQUÍ NACIÓ, VIVIÓ Y MURIÓ ― 1818
EL INSIGNE ARQUITECTO VITORIANO
DON JUSTO ANTONIO DE OLAGUÍBEL
LA CIUDAD DE VITORIA LE DEDICA ESTE RECUERDO
1890
Esta lápida se colocó el 1.º de marzo de 1891 con toda solemnidad. La fachada actual es moderna, de hace seis años, siendo la antigua y primitiva de las llamadas de vuelo, luciendo gran alero con canes de gran tallado, pero el interior de la casa está tal como se hallaba al morir su propietario Olaguíbel.

El número 36 es la casa en que nació san Pedro de Osma, y en su planta baja tiene una capilla erigida en 1706 por los vecinos.

La casa palacio señalado con el número 82 es la residencia que tuvo el rey Sabio, durante su permanencia en esta ciudad.

El último edificio de esta misma acera derecha, esquina al cantón de Santa María, es el convento de Santa Cruz, uno de los tres de religiosas autorizados por el Concordato de 1851 para hacer vida contemplativa. Fué construida esta fábrica en 1511 y en 1515 consta estaba habitado, terminándose la primitiva iglesia en 1522, consagrándose el 20 de julio del mismo año: la iglesia actual es de estilo gótico y tiene una bella portada del Renacimiento, muy estropeada.
(Colá y Goiti, 1901, pp. 45-48)

En la calle, en la que se hospedó el propio rey que le dio nombre, nació en 1752 y falleció en 1818 Justo Antonio de Olaguíbel, arquitecto autor de, entre otras obras, la construcción de los Arquillos, ideados por él para sortear el desnivel y conectar la ciudad medieval y el Ensanche moderno. Vivió también en uno de sus portales Narciso de Estenaga, eclesiástico logroñés declarado beato y mártir por la Iglesia católica y que da nombre a otra calle de la ciudad. Han estado en la vía a lo largo de los años el convento de Santa Cruz, la Sociedad Excursionista Manuel Iradier, varios clubes taurinos, la Confederación Nacional del Trabajo, la Unión General de Trabajadores y el Círculo Jaimista, entre otras instituciones y variados comercios.